# SummerSlam (2010)
SummerSlam 2010 a fost cea de-a douăzecișitreia ediție a pay-per-view-ului anual SummerSlam organizat de World Wrestling Entertainment. Evenimentul a avut loc pe 15 august 2010 și a fost găzduit de Staples Center în Los Angeles, California. Sloganul oficial a fost "Rip It Up" de la Jet.

## Rezultate
- Dark Match: Evan Bourne l-a învins pe Zack Ryder
- Campionul Intercontinental Dolph Ziggler (însoțit de Vickie Guerrero) și Kofi Kingston a terminat fără rezultat (7:05)
  - Meciul a fost oprit atunci când The Nexus i-au atacat pe ambi.
- Melina a învins-o pe Alicia Fox câștigând titlul WWE Divas Championship (5:55)
  - Melina a numărato pe Fox după un "Three-quarter facelock forward Russian legsweep".
- Big Show i-a învins pe The Straight Edge Society (CM Punk, Luke Gallows & Joey Mercury) într-un 3-on-1 Handicap Match. (6:45)
  - Show i-a numărat pe Mercury și Gallows după un "Chokeslam" lui Mercury pe Gallows.
- Randy Orton a învins campionul WWE Sheamus prin descalificare (18:55)
  - Sheamus a fost descalificat după ce a împins arbitrul.
  - După meci, Orton i-a aplicat un RKO pe masa comentatorilor.
- Kane l-a învins pe Rey Mysterio păstrându-și titlul WWE World Heavyweight Championship (13:31)
  - Kane l-a numărat pe Mysterio după un "Chokeslam".
  - După meci, Undertaker și-a făcut întoarcerea și a fost atacat de Kane.
- Team WWE (Bret Hart, Chris Jericho, Edge, John Cena, John Morrison, R-Truth & Daniel Bryan) i-au învins pe The Nexus ((Wade Barrett, Michael Tarver, Justin Gabriel, David Otunga, Heath Slater, Skip Sheffield & Darren Young) într-un Elimination Match (35:18)
  - Team WWE a învins după ce Cena a fost unicul supraviețuitor.